# LML Star DeLuxe
La LML Star, o più semplicemente Star, è un modello di scooter prodotto dalla casa motociclistica indiana LML Limited.

## Il contesto
La LML si è occupata di produrre un'alta percentuale delle Piaggio Vespa PX commercializzate in India e in altri paesi asiatici ed africani dal 1984 al 1999, anno in cui si è interrotta la collaborazione con l'azienda italiana; in seguito ha continuato a produrre a proprio marchio una linea di scooter derivata da quella Piaggio, i cui diritti di brevetto sul disegno industriale del 1977 sono nel frattempo scaduti. Fra questi le NV e le Star DeLuxe, pressoché identiche alla Vespa PX (la stragrande maggioranza dei componenti, in particolare di carrozzeria e accessori, sono intercambiabili). In particolare la Star DeLuxe è esportata anche negli Stati Uniti, venduta con il nome Genuine Stella e in Nuova Zelanda, col nome commerciale di Belladonna. Altri modelli della famiglia Vespa furono prodotti negli stabilimenti LML: fra questi, la Supremo (su base Vespa PX, ma con sovrastrutture ispirate alle forme dello scooter Piaggio Vespa Cosa) e la Sensation (derivata dalla Vespa PK FL2 125 cm³).
La Star Deluxe è approdata per la prima volta in Italia nel 2001, proposta nelle due cilindrate 125 e 150. È rimasta in vendita sino al 2005, in diverse varianti (con freno anteriore a tamburo o a disco, con o senza avviamento elettrico e indicatore del livello del carburante).

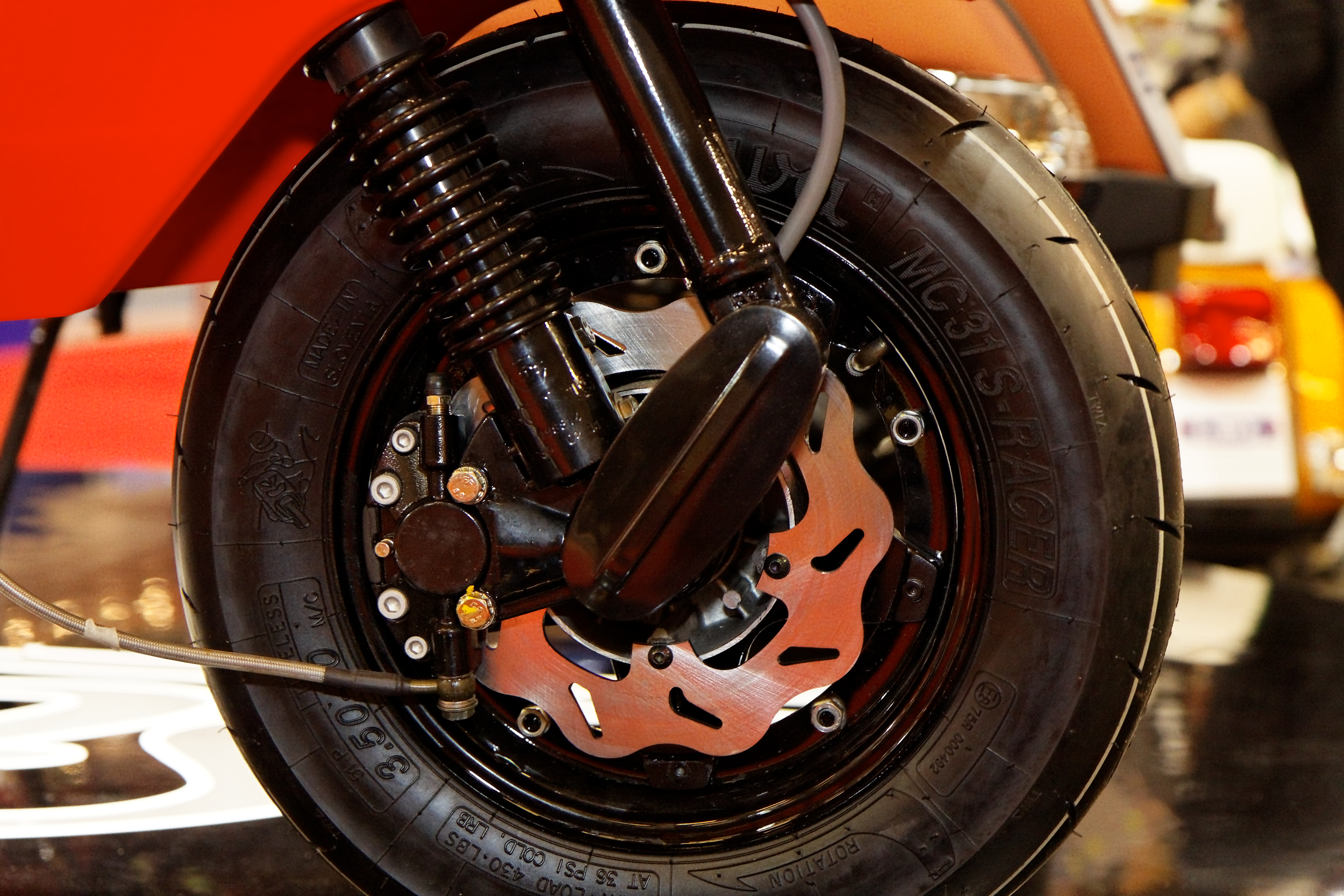
Freno anteriore a disco, nella versione sportiva

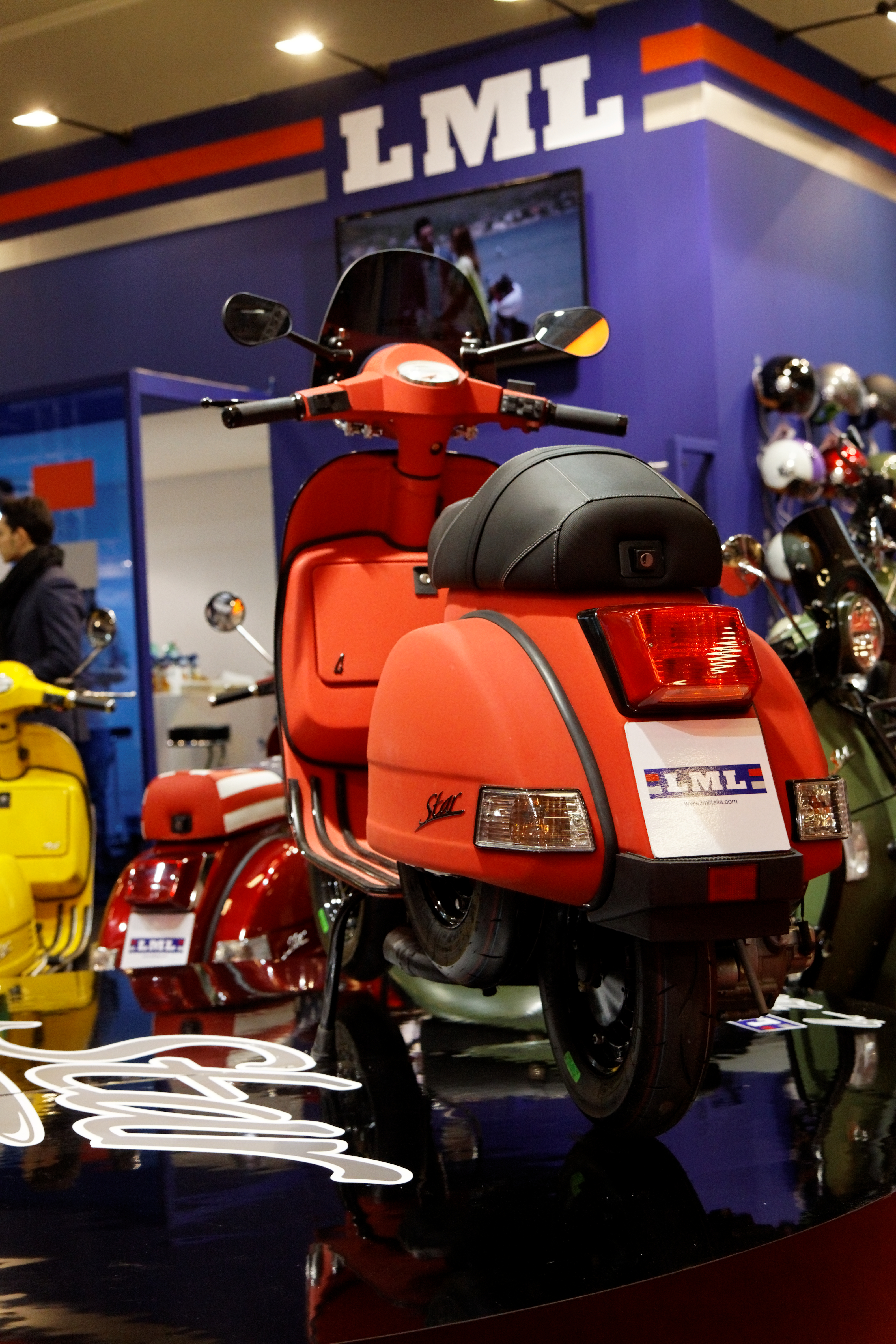
Posteriore del veicolo

## Evoluzione
Nel 2008, in concomitanza con il ritiro della Vespa PX dai listini Piaggio a causa dell'entrata in vigore della normativa antinquinamento Euro 3, la Star DeLuxe viene reintrodotta nel mercato italiano già conforme alle nuove normative nella sua versione a due tempi. Il rispetto dei nuovi limiti antinquinamento diventa possibile grazie all'adozione di alcuni accorgimenti tecnici tra cui: l'ammissione di carburante controllata da un pacco lamellare (al posto della classica valvola rotante), l'adozione di un migliore impianto di catalizzazione e di uno scarico meno aperto.
Rispetto ad una Vespa PX antecedente al 2007, dalla quale deriva, la LML Star presenta diverse migliorie: autentiche cromature su metallo anziché plastica verniciata, tubi idraulici del freno anteriore in treccia per evitarne dilatazioni per surriscaldamento e faro anteriore potenziato per una maggiore illuminazione.
Alla fine del 2009 nasce un nuovo propulsore Euro 3 quattro tempi monocilindrico orizzontale a 2 valvole con mono albero in testa. Sulla versione 4 tempi (la 2 tempi è rimasta fedele all'impostazione originaria) il telaio non è più a scocca portante, ma di concezione mista: nella parte anteriore permangono i lamierati portanti, mentre nella parte posteriore è stata collocata una struttura tubolare elettrosaldata con ulteriore rivestimento lamierato per l'aggancio dei cofani.
Il motore, fissato tramite un silent-block che attutisce le vibrazioni, si trova ora in posizione più centrale permettendo maggiore stabilita e riducendo la tendenza a "pendere da un lato", caratteristica comune alle Vespa Piaggio. In questa versione la griglia del volano è in plastica, anziché in metallo cromato come nella versione a due tempi.

Da gennaio 2013 è entrato in produzione il modello Star 125 Automatica che sostituisce il cambio a quattro marce con la trasmissione continua spostando il gruppo termico sulla fiancata sinistra e la ruota di scorta sulla destra. Il nuovo motore è un monocilindrico verticale monoalbero a due valvole che eroga 6.8 kW a 8000 giri/m alimentato dall'inedito carburatore a controllo elettronico Dell'Orto. Altre migliorie riguardano il sistema di raffreddamento a ventilazione forzata più efficiente e una maggiore capacità del serbatoio, portata a 7 litri consentendo una autonomia dichiarata di 280 km. In caso di batteria scarica il motore può sempre essere avviato a pedivella.
Nel 2014 viene presentata la Star Automatica 4T con cilindrata 151cc capace di sviluppare 6.9 kW con un design che continua ad essere ispirato alla Vespa PX.
Verso la fine dello stesso anno tutti i modelli hanno subito un restyling estetico di alcuni dettagli, che comprende una nuova strumentazione completamente digitale, il nasello anteriore leggermente diverso dal classico nasello della Vespa PX e un moderno portapacchi posteriore di serie.
Le cilindrate sono 125 e 150cc per la versione a due tempi e 125, 150, 151 e 200cc per il quattro tempi.
Con la versione a quattro tempi si percorrono fino a 60 km con un litro di benzina (secondo dichiarazioni ufficiali), mentre con la versione a due tempi se ne percorrono fino a 35, con il vantaggio di essere un po' più scattante.
Inoltre le versioni a quattro tempi 125 e 200, secondo quanto dichiarato dalla LML Italia, sarebbero potute essere ad iniezione elettronica.
La produzione termina nel 2017 a causa della chiusura dell'azienda per insolvenza finanziaria.

## Modelli
- Star 2t: versione base con motore a 2 tempi, disponibile nelle cilindrate 125cc e 150cc.
- Star 2t Evoluzione: miglioramenti estetici sul modello base, disponibile nella cilindrata 125cc.
- Star 4t: versione base con motore a quattro tempi, disponibile nelle cilindrate 125cc, 150cc e 151cc.
- Star 4t Evoluzione: miglioramenti estetici sul modello base, disponibile nelle cilindrate 125cc, 151cc e 200cc.
- Star 4t Automatica: esclusivamente con motore a 4 tempi e cilindrate 125cc e 151cc.
- Star My2015: Restyling e optional aggiunti optional per tutte le motorizzazioni.